# El país de los ciegos
El país de los ciegos (The Country of the Blind) es un cuento de H. G. Wells publicado en abril de 1904 en The Strand Magazine e incluido en una colección de cuentos de Wells en 1911, El País de los Ciegos y Otras Historias. Es uno de sus cuentos más famosos y es considerado una lectura esencial en la literatura que trata la ceguera.
Wells revisó la historia con una versión expandida publicada por Golden Cockerel Press en 1939.

## Resumen
A casi quinientos kilómetros del Chimborazo, a ciento sesenta de las nieves del Cotopaxi, intentando subir el Parascotopetl (una montaña ficticia en Ecuador), un alpinista llamado Nuñez (en inglés se pronuncia como noon-yes) resbala y cae al otro lado de la montaña. Al final de su descenso, encuentra un valle, aislado del resto del mundo por empinados precipicios. Nuñez descubre así el mítico "País de los Ciegos". El valle había sido refugio de colonos que huían de la tiranía de gobernantes. La comunidad aislada prosperó con los años, a pesar de una enfermedad que les golpeó e hizo que los bebés nacieran ciegos. Cuando la ceguera se extendió durante muchas generaciones, los sentidos restantes de las habitantes del valle se agudizaron, y la comunidad se adaptó a la vida sin el sentido de la vista.
Nuñez desciende al valle y encuentra un pueblo inusual con casas sin ventanas y una red de caminos regulares y con bordillos. Al descubrir que todos sus pobladores son ciegos, Nuñez intenta enseñar y gobernarles, pero como ellos no poseen ningún concepto de la vista, no le entienden y piensan que está loco. Poco a poco, a regañadientes, Nuñez se entrega a su modo de vida, porque regresar al mundo exterior parece imposible. Es curioso cómo los habitantes deslumbran a Nuñez con su sabiduría a pesar de su ceguera.
Nuñez es asignado para trabajar para un hombre llamado Yacob y se siente atraído por su hija, Medina-Saroté. Nuñez y Medina-Saroté pronto se enamoran y, ganada ya su confianza, Nuñez empieza a explicar a su novia lo que es la vista. Medina-Saroté, aun así, sencillamente no le cree. Cuándo Nuñez pide su mano en matrimonio, los jefes del pueblo no aprueban la unión a causa de su "obsesión" con eso que llama "vista". El doctor del pueblo sugiere con buena intención que la solución es extraerle los ojos que le están afectando al cerebro. Nuñez consiente la operación debido a su amor por Medina-Saroté, pero al ver el amanecer el día de la operación, mientras todos duermen, Nuñez escapa a las montañas, esperando encontrar un paso al mundo exterior, y huir el valle.
En la historia original, Nuñez está feliz de huir del valle, pero su destino no es revelado. En la revisada de 1939, Nuñez ve desde la distancia que está a punto de haber un deslizamiento de tierra. Vuelve e intenta advertir a los ciegos, pero no le escuchan y finalmente huye junto a Medina-Saroté.

## Adaptaciones
- Varias adaptaciones radiofónicas de la historia han sido producidas: con Raymond Burr la semana de Acción de gracias de 1947. El 6/27/1948, protagonizada por Paul Frees. En 1954, 1957 y 1959 en CBS Suspense. CBS Teatro de Misterio radiofónico en 1979.[1]
- Un episodio de 1962 para la serie de televisión Dupont Show of the Week  titulado "El Hombre más Rico de Bogotá".[2] Protagonizadó por Lee Marvin como Nuñez, y Míriam Colón como "Marina" (no Medina-Saroté).
- El estudio ruso Soyuzmultfilm hizo corto animado en 1995: Tierra de Ciegos (Страна Слепых).[3]
- El compositor Mark-Anthony Turnage escribió una ópera basada en la historia en 1997.
- Una producción de teatro estuvo escrita por Mark Evans; se representó en El Coterie Teatro en Ciudad de Kansas, Misuri en 2006.